# Jacques Natan (Ökonom)
Jacques Primo Natan (bulgarisch Жак Натан, * 28. Oktober 1902 in Sofia; † 3. März 1974 ebenda) war ein bulgarischer Ökonom und Wirtschaftshistoriker.

## Leben
Natan gehörte seit 1920 der Bulgarischen Kommunistischen Partei an. 1930 studierte er in der Sowjetunion an der Internationalen Lenin-Schule in Moskau. Ab 1949 arbeitete er als Professor für politische Ökonomie. Natan war Mitglied der Bulgarischen Akademie der Wissenschaften.
In seinen wissenschaftlichen Arbeiten befasste er sich insbesondere mit der Wirtschaftsgeschichte in der Zeit der Bulgarischen Wiedergeburt. Er beschäftigte sich auch mit der politischen Ökonomie und der Geschichte der Wirtschaftswissenschaften. Vor allem galt er jedoch als Begründer der marxistisch-leninistischen Wirtschaftswissenschaften in Bulgarien.
Natan wurde als Held der Sozialistischen Arbeit und mit dem Dimitroffpreis ausgezeichnet.

## Werke (Auswahl)
- Izbrani proizvedenija v tri toma, mit Aleksander Burmov, Sofia, 1968